# DDO 190
DDO 190とは、地球から見てうしかい座の方向に910万光年離れた位置にある矮小銀河である。
DDO 190は、1959年にSidney van der BerghによってDDO矮小銀河カタログに初めて記載された。TRGB法によって距離が測定され、局所銀河群ではなくM87銀河団に属する事が分かっている。DDO 190の外側は古い恒星で構成されている。金属量は-1.55である。
DDO 190は、M87銀河団において孤立している銀河である。最も近い位置にあるDDO 187は、DDO 190から300万光年離れている。銀河系の場合、最も近い銀河はおおいぬ座矮小銀河の2万5000光年であり、伴銀河を除いてもアンドロメダ銀河は239万光年であり、DDO 190とDDO 187の間はこれらより遠い。